# Amorgószi csata
Az amorgószi csatát 1312-ben vívta a Jeruzsálemi Szent János Ispotályos Lovagrend és a Milétoszi Bejség. Az ütközet johannita győzelemmel ért véget.

## A csata
A Jeruzsálemi Szent János Ispotályos Lovagrend 1310. augusztus 15-én foglalta el Rodoszt, hogy ott alakítsa ki új központját. Miután a rend berendezkedett, V. Kelemen pápa elvárásának megfelelően, megkezdte a keresztények és a muzulmánok közötti kereskedelmi kapcsolatok szétzilálását. A következő éveket a rend és a keresztény kereskedők, elsősorban a genovaiak és a velenceiek vitái, összecsapásai határozták meg.
A genovaiakkal akkor durvult el igazán a viszony, amikor a lovagok lefoglalták egyik gályájukat, majd szövetségesük, Vignolo de’ Vignoli még az érte küldött genovai Antonio Spinolát is elfogta. A köztársaság válaszul felbérelte a menteşei emírt, hogy ötvenezer aranyforint fejében foglalja el csapataival Rodoszt. A törökök számos rodoszi kereskedőt őrizetbe vettek a partvidéken, és genovai, török hajók vadásztak a johannita gályákra.
1312-ben Maszúd bég flottája kifutott Rodosz felé, de a rend értesült az akcióról és Amorgósznál megtámadták a törököket. A parton gyilkos csata bontakozott ki. A johanniták felgyújtottak 23 török hajót. A harcban nyolcszáz török, illetve 57 lovag, valamint háromszáz gyalogosuk esett el. Ezzel egy időben a johanniták megtámadtak és elfoglaltak több várat az anatóliai partvidéken.